# بوهنیتسه

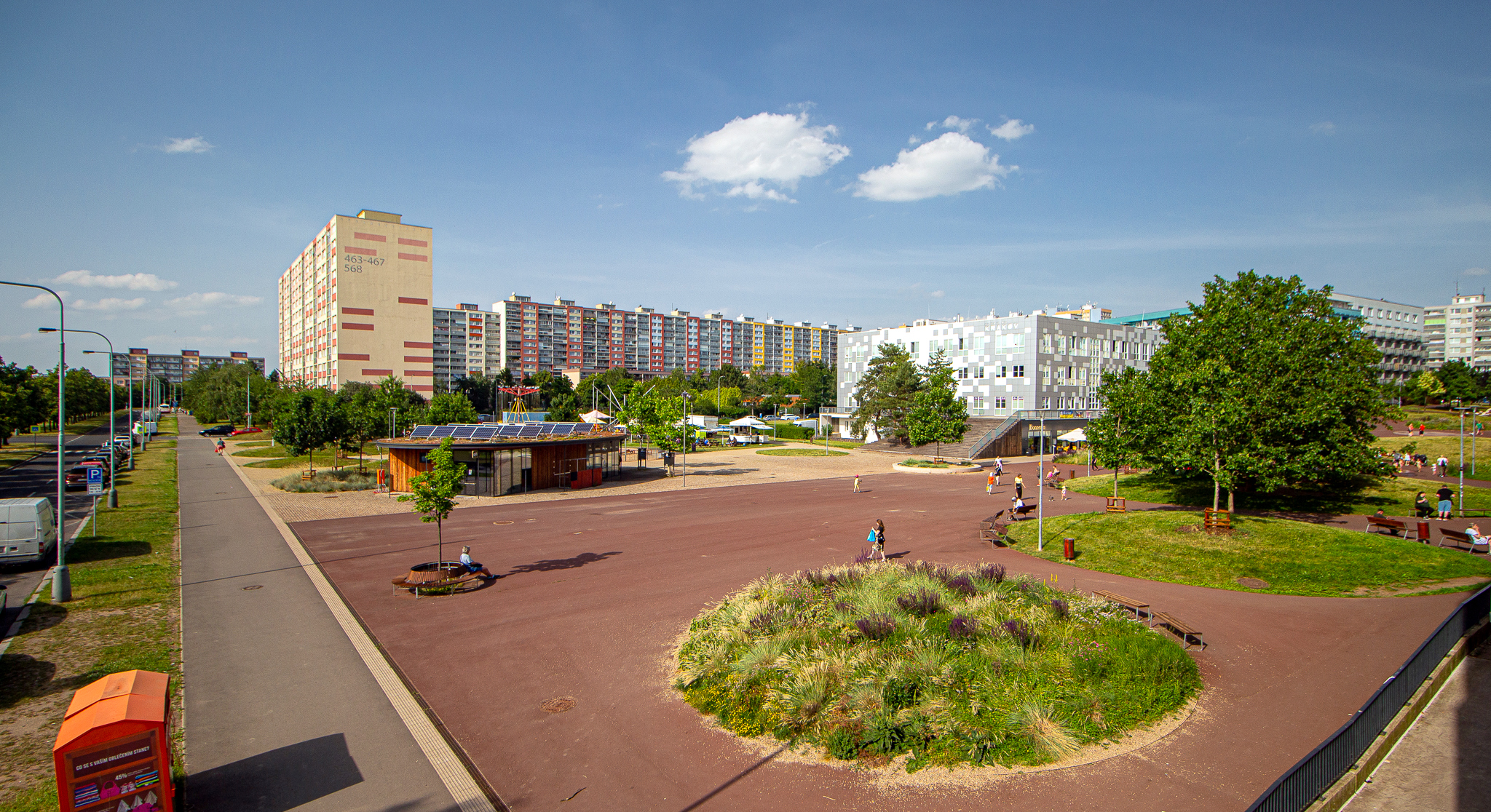
نمایی از بوهنیتس، ناحیه‌ای در شمال پراگ واقع در پراگ ۸ - ژوئن ۲۰۲۳

بوهنیتس (انگلیسی: Bohnice) نام ناحیه‌ای در شمال پراگ واقع در پراگ ۸ است.
در ۵ کیلومتری شمال این شهر، یکی از بزرگترین مراکز درمان و نگهداری بیماران اعصاب و روان قرار دارد.